# Bene Efraïm
Els Bene Efraïm (en hebreu: בני אפרים) (en català: Els fills d'Efraïm) també són anomenats "Jueus Telugu" perquè parlen Telugu, són una petita comunitat de jueus que viuen principalment a Kottareddipalem, un poble fora de Guntur a Andhra Pradesh, l'Índia.
Els Bene Efraïm tenen una història similar a la dels Bnei Menashe, una tribu jueva que viu en el nord-est dels estats indis de Manipur i Mizoram, els Benie Menashe van esdevenir cristians amb l'arribada dels missioners baptistes a començaments del segle xix.
El 1981, unes 50 famílies de Kottareddipalem i Ongole (la capital del districte proper de Prakasham) van estudiar el judaisme, van aprendre hebreu, i van demanar el reconeixement de les altres comunitats jueves del món. La comunitat ha estat visitada en els darrers anys per diversos grups de rabins, que fins ara no han considerat adient donar el seu reconeixement a la comunitat dels Bene Efraïm.